# 亞伯拉罕·德意志
亞伯拉罕·德意志（法語：Abraham Deutsch，1902年2月14日—1992年7月25日）出生於法國大東部大區上萊茵省的米盧斯，是一位已故的猶太教的首席拉比。

## 生平
他在1921年到1924年的期間，就讀法國猶太神學院接受完整猶太教的拉比訓練，1926年起接下薩爾於尼翁和斯特拉斯堡兩地方的首席拉比，之後則擔任比沙伊姆的拉比直到1939年。
第二次世界大戰期間，曾經被蓋世太保逮捕並關押到集中營，直到1944年才被馬基游擊隊救出集中營，戰後1945年到1970年，他擔任下萊茵省的首席拉比直到退休。